# Vương Tả Quải
Vương Tử Thuận (chữ Hán: 王子顺, ? – 1630)  hay Vương Chi Tước (王之爵) , Vương Chi Thuận (王之顺) , xước hiệu là Tả quải tử , thường được gọi là Vương Tả Quải (王左挂), người Thanh Giản, Thiểm Tây, một trong thủ lĩnh đầu tiên của phong trào khởi nghĩa nông dân cuối đời Minh.

## Quá trình hoạt động
Năm Sùng Trinh đầu tiên (1628), chính quyền nhà Minh hủ bại, cả nước mấy năm liên tiếp mất mùa đói kém, nông dân bảo nhau ‘cùng nhau ngồi một chỗ mà chết đói, sao không ăn cướp mà chết’, Vương Tả Quải kêu gọi hơn vạn người nổi dậy ở Nghi Xuyên, Thiểm Tây. Sau đó chuyển đi chiến đấu ở các nơi Chân Ninh, Tam Thủy, Diệu Châu, từng bị Hồng Thừa Trù vây ở Vân Dương, nhờ mưa gió sấm chớp che chở chạy thoát.
Ông lại thua trận ở sông Hoài Ninh (nay là sông Hòe Lý), nên vào mùa xuân năm thứ 3 (1630), đưa 120 người đến gặp tổng binh Đỗ Văn Hoán xin hàng, được tiếp nhận. Bấy giờ, một số ít đầu mục do Lý Tự Thành cầm đầu, tỏ ra bất mãn với quyết định đầu hàng của Tả Quải nên ly khai. Ông cũng không thực lòng quy thuận, mà ngầm tìm cơ hội nổi dậy trở lại. Khi nghĩa quân Bạch Nhữ Học đánh cướp Tuy Đức, Tả Quải muốn làm nội ứng nhưng không thực hiện được. Hồng Thừa Trù vốn không bằng lòng chiêu an, chỉ muốn tiễu trừ, lại thấy ông có bụng khác, vào tháng 8 năm ấy cùng Thiểm Tây tuần án Lý Ứng Kỳ, tổng binh Đỗ Văn Hoán sắp đặt, đem bọn Tả Quải 98 người, toàn bộ giết hại.